# Lijst van burgemeesters van Geleen
Dit is een lijst van burgemeesters van de voormalige Nederlandse gemeente Geleen, tot aan de samenvoeging met Sittard in 2001.
| Ambtsperiode | Naam burgemeester                | Partij of stroming | Bijzonderheden      |
| ------------ | -------------------------------- | ------------------ | ------------------- |
| 1818 - 1852  | J.R. Lemmens                     |                    | schout/burgemeester |
| 1852 - 1859  | P.M. Göbbels                     |                    |                     |
| 1860 - 1866  | Jan Hendrik Arnoldts             |                    |                     |
| 1866 - 1896  | J.M.H. Smeets                    |                    |                     |
| 1896 - 1902  | J.M. Kubben                      |                    |                     |
| 1902 - 1920  | Felix (F.) Smeets                |                    |                     |
| 1920 - 1951  | Frans (F.A.L.M.) Damen           |                    |                     |
| 1951 - 1971  | mr. dr. Jan (J.P.D.) van Banning | KVP                |                     |
| 1971 - 1985  | Thomas (Th.C.M.A.) Elsenburg     | KVP / CDA          |                     |
| 1985 - 2001  | Hans (J.G.M.) Lurvink            | CDA                |                     |